# WWE Vintage
WWE Vintage fue un programa televisivo de lucha libre profesional de WWE exhibiendo acción de la extensa biblioteca de vídeo de WWE. 
Vintage se exhibe en el Reino Unido e Irlanda por Sky Sports (hasta 2014), en Australia por Fox8 (hasta 2013), en Sudáfrica en eKasi+, en las Filipinas por Canal de Fox Asia, en India, Bangladés y Pakistán por TEN Sports, en el Oriente Medio en ShowSports 4, en Japón en J Sports. En septiembre de 2012, Vintage comenzó a exhibirse en Astro SuperSport 3 de Malasia.
En Latinoamérica es emitido por  Fox Sports LA.
El programa se estrenó en junio de 2008 cuando 'WWE Heat fue reemplazado por "Vintage", en el mercado extranjero en que todavía se exhibía. Cada episodio típicamente exhibe 4 o 5 peleas alrededor de un tema común (un luchador, un acontecimiento importante, una división, etc.). Tales temas pueden expandir a través de 3 o 4 episodios consecutivos.